# Korzenie (miniserial 1977)
Korzenie (ang. Roots) – miniserial telewizyjny, produkcji amerykańskiej; ekranizacja powieści Alexa Haleya, wyprodukowany przez Warner Bros., nadawany przez sieć ABC w roku 1977.

## Emisja
Serial, liczący sobie 588 minut (9,8 godz.) został wyemitowany oryginalnie w ośmiu odcinkach (czterech 45-minutowych i czterech półtoragodzinnych). W Polsce pokazywany przez TVP1 w 1979 roku i TVP2 w 1987-1988, cieszył się dużym powodzeniem. Od 21 czerwca 2015 roku serial ponownie wyemitowany w 12-odcinkowej wersji w TVP1. Cykl współreżyserował Marvin J. Chomsky, a muzykę napisał Quincy Jones.

## Fabuła
Miniserial opowiadający o korzeniach i losach afroamerykańskich mieszkańców USA, przedstawiający sagę czarnoskórej rodziny amerykańskiej na tle historii kraju. Protoplasta rodu, Kunta Kinte (LeVar Burton), urodzony w Gambii, zostaje jako 15-letni młodzieniec schwytany przez handlarzy niewolnikami i zabrany do Stanów Zjednoczonych. Mężczyzna musi stawić czoła wielu przeciwnościom. Ocenia się, że serial zgromadził trzecią co do wielkości widownię w historii amerykańskiej telewizji. Wielokrotnie nominowany i nagradzany, m.in.: 9 nagrodami Emmy i 1 nagrodą Złoty Glob.

## Obsada
- LeVar Burton – Kunta Kinte (młodszy) – 2 odcinki[2]
- John Amos – Toby/Kunta Kinte (starszy) – 3 odcinki
- Louis Gossett Jr. – skrzypek – 3 odcinki
- Lorne Greene – John Reynolds – 2 odcinki
- Lloyd Bridges – Evan Brent – 2 odcinki
- George Hamilton – Stephen Bennett
- Sandy Duncan – missy Anne Reynolds – 2 odcinki
- Olivia Cole – Matylda – 3 odcinki
- Ben Vereen – George Kogut Moore – 3 odcinki
- Leslie Uggams – Kizzy – 2 odcinki
- Robert Reed – dr William Reynolds – 4 odcinki
- Madge Sinclair – Bell Reynolds – 3 odcinki
- Georg Stanford Brown – Tom Harvey – 2 odcinki
- Lynne Moody – Irene Harvey – 2 odcinki
- Brad Davis – George Johnson – 2 odcinki
- Carolyn Jones – p. Moore
- Vic Morrow – Ames – 2 odcinki
- Chuck Connors – Tom Moore – 2 odcinki
- O.J. Simpson – Kadi Touray
- Ian McShane – sir Eric Russell
- Cicely Tyson – Binta
- Renn Woods – Fanta – 2 odcinki
- Lynda Day George – p. Reynolds – 3 odcinki
- Ralph Waite – Slater – 2 odcinki
- Edward Asner – kpt. Thomas Davies – 2 odcinki
- Roxie Roker – Malizy

W epizodach wystąpili m.in. Brion James, Yaphet Kotto, Scatman Crothers.

## Kontynuacje i remake
W 1979 roku wyprodukowano sequel Korzenie: Następne pokolenia, a w 1988 roku midquel Korzenie: Dar. W 2016 roku zrealizowano remake serialu, pod tym samym tytułem.

## Wydanie DVD
W roku 2002, z okazji swojego 25-lecia, serial został wydany na nośnikach DVD. Oprócz wszystkich odcinków, na płytach załączono również materiały dodatkowe. Kilka lat później, serial ukazał się w tej postaci także w Polsce. Z okazji 30 rocznicy premiery, w USA pojawiło się nowe wydanie DVD, wzbogacone o kolejne bonusy.